# Três Rios (tiểu vùng)
Três Rios là một tiểu vùng thuộc bang Rio de Janeiro, Brasil. Tiều vùng này có diện tích 1664 km², dân số năm 2007 là 144250 người.